# Z'har
Z'har, en inglés (Un)Lucky  es una película rodada en Argelia en el año 2009 por la cineasta Fatma Zohra Zamoum que también interviene en la película

## Sinopsis
Alia es una fotógrafa parisina que viaje desde Túnez a Constantina (Argelia) para visitar a su padre enfermo. Cherif es escritor y acaba de enterarse por el periódico de que ha muerto. Les lleva un taxista acostumbrado a recorrer la distancia que separa Túnez de Constantina. 2007. Fatma Zohra Zamoum le pide a su hermano que le acompañe para localizar los exteriores de la película. Está empeñada en rodarla porque trata de la violencia que sacudió Argelia durante los años 90. El equipo inicia entonces un viaje de casi 2.000 kilómetros que verá nacer una hipótesis de ficción o un sueño de ficción durante el que los protagonistas se conocen. Pero la película no encuentra financiación. ¿Cómo construir una ficción cuando todo está en contra?

## Premios
- International Film Festival of Kerala (India) 2009, nominada[3]
- Dubai International Film Festiva 2009, nominada[3]
- Pune International Film Festival (India)
- Famafest (Portugal)[2]
- Festival Cinema Africano
- AsI
- América Latina de Milano (Italia)
- Festival Indie Lisboa (Portugal)